# 白河真梨奈
白河 真梨奈 (しらかわ まりな 1987年 - ）は、日本のジャーナリストで NHK国際放送局 World News部 記者。

## 経歴
2003(平成15)年04月 聖母被昇天学院高等学校に進学する。
高校2学年の時に『2004(平成16)年度・第51回NHK全国高等学校放送コンテスト アナウンス部門』で準優勝する。翌年の『2005(平成17)年度・第52回NHK 全国高等学校放送コンテスト アナウンス部門』では初の優勝に輝いた。
2006年（平成18年）3月23日から4月4日まで阪神甲子園球場で行われた第78回選抜高等学校野球大会では、開会式の司会を務めた。
関西学院大学を卒業後の2011(平成23)年04月01日 NHKに入局。
初任地 NHK 千葉放送局を経て、報道局社会部、国際放送局 World News部に配属。
警視庁捜査一課担当に加えて、事件事故や災害等 数々の現場取材も担当している。